# Polaris RZR
El Polaris RZR (pronunciado "razor") es un vehículo ligero deportivo producido por Polaris Industries. Cuando se lanzó en 2007 como modelo de 2008, se conocía oficialmente como Ranger RZR, ya que se comercializaba como un submodelo del Ranger más grande y orientado al trabajo. A medida que el RZR ganó popularidad, Polaris finalmente abandonó la designación de Ranger y posicionó al RZR como un modelo independiente.

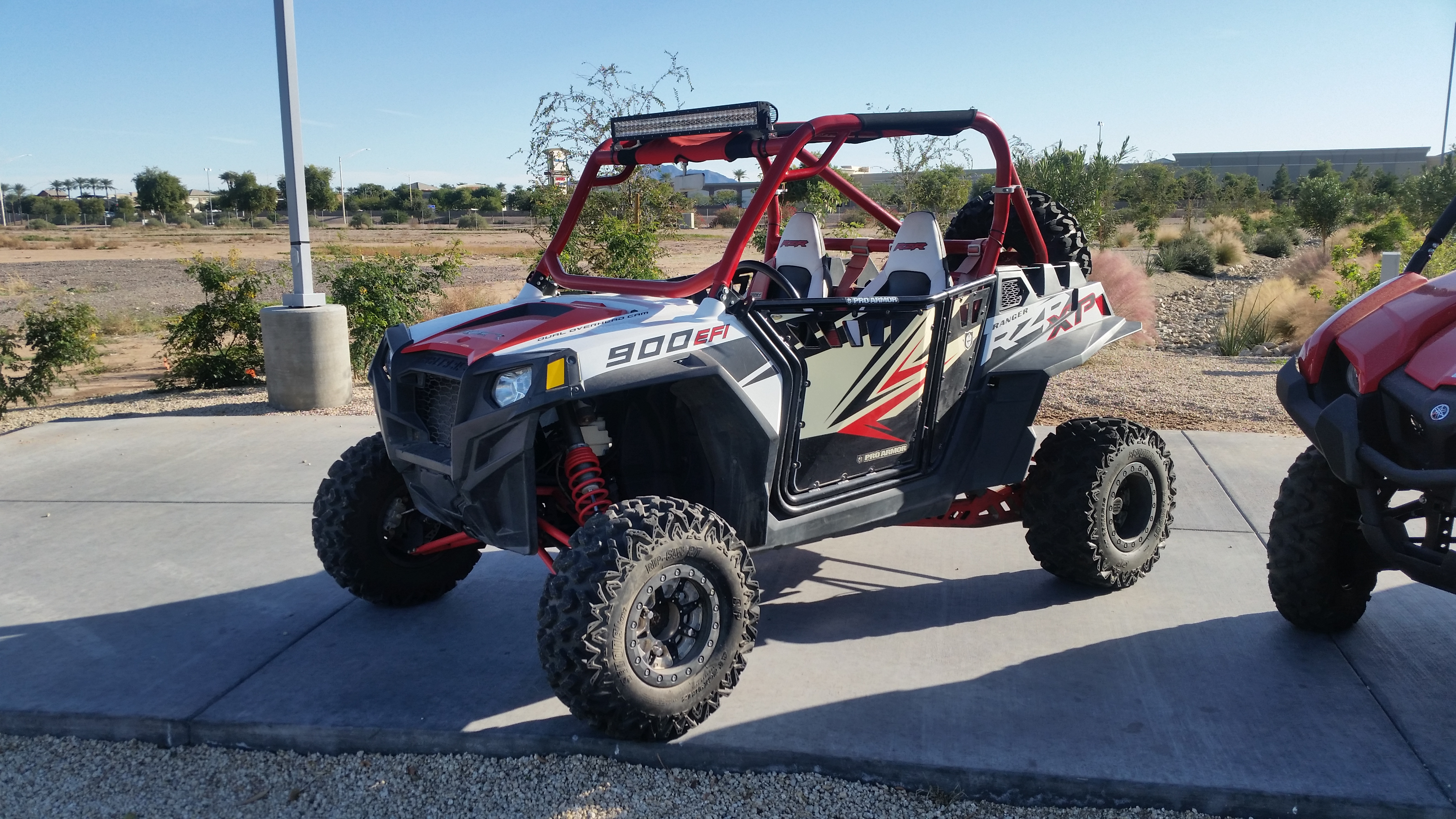
Polaris RZR XP 900 con accesorios

## Modelos

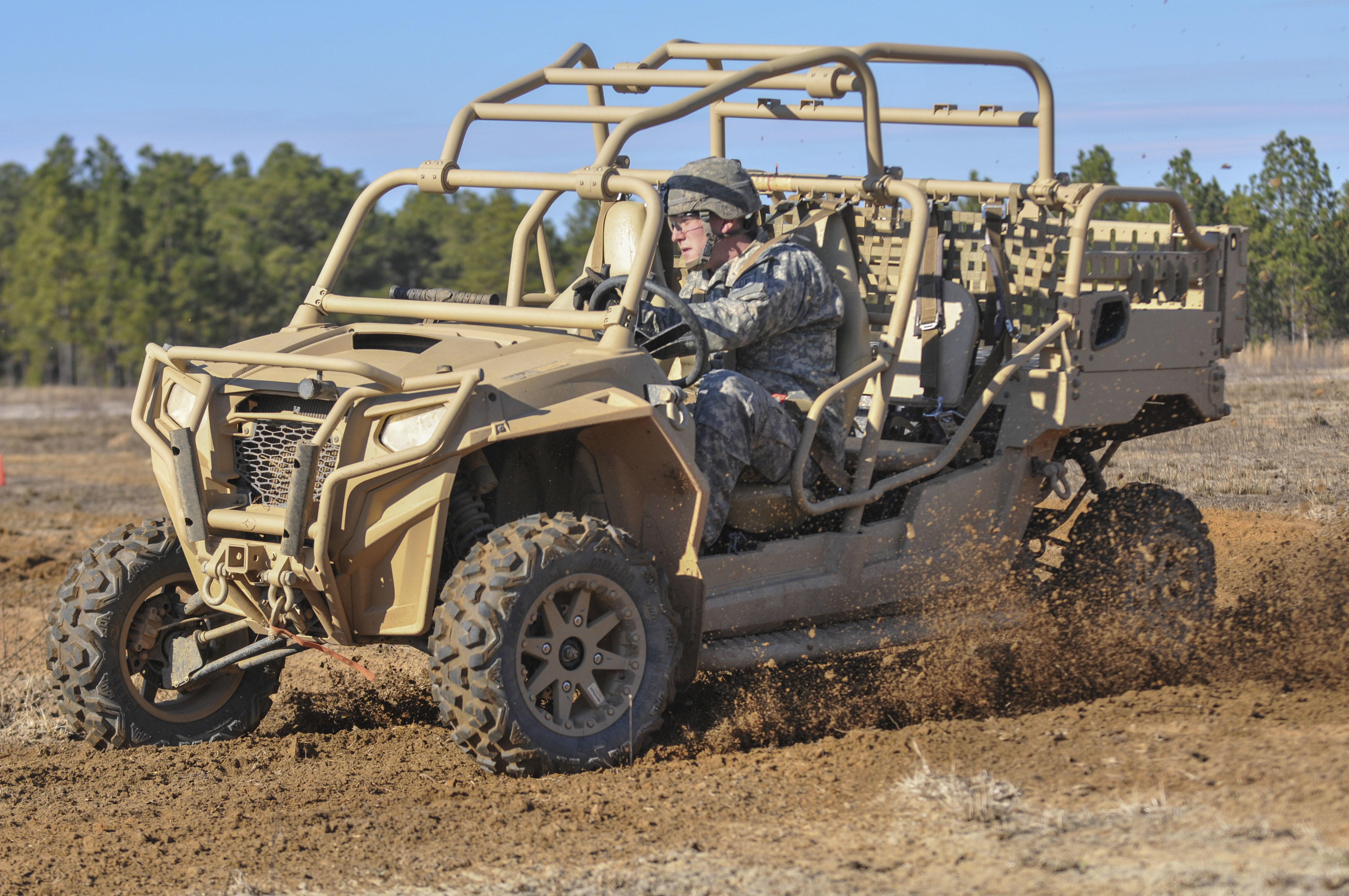
LT-ATV variante del MRZR-4

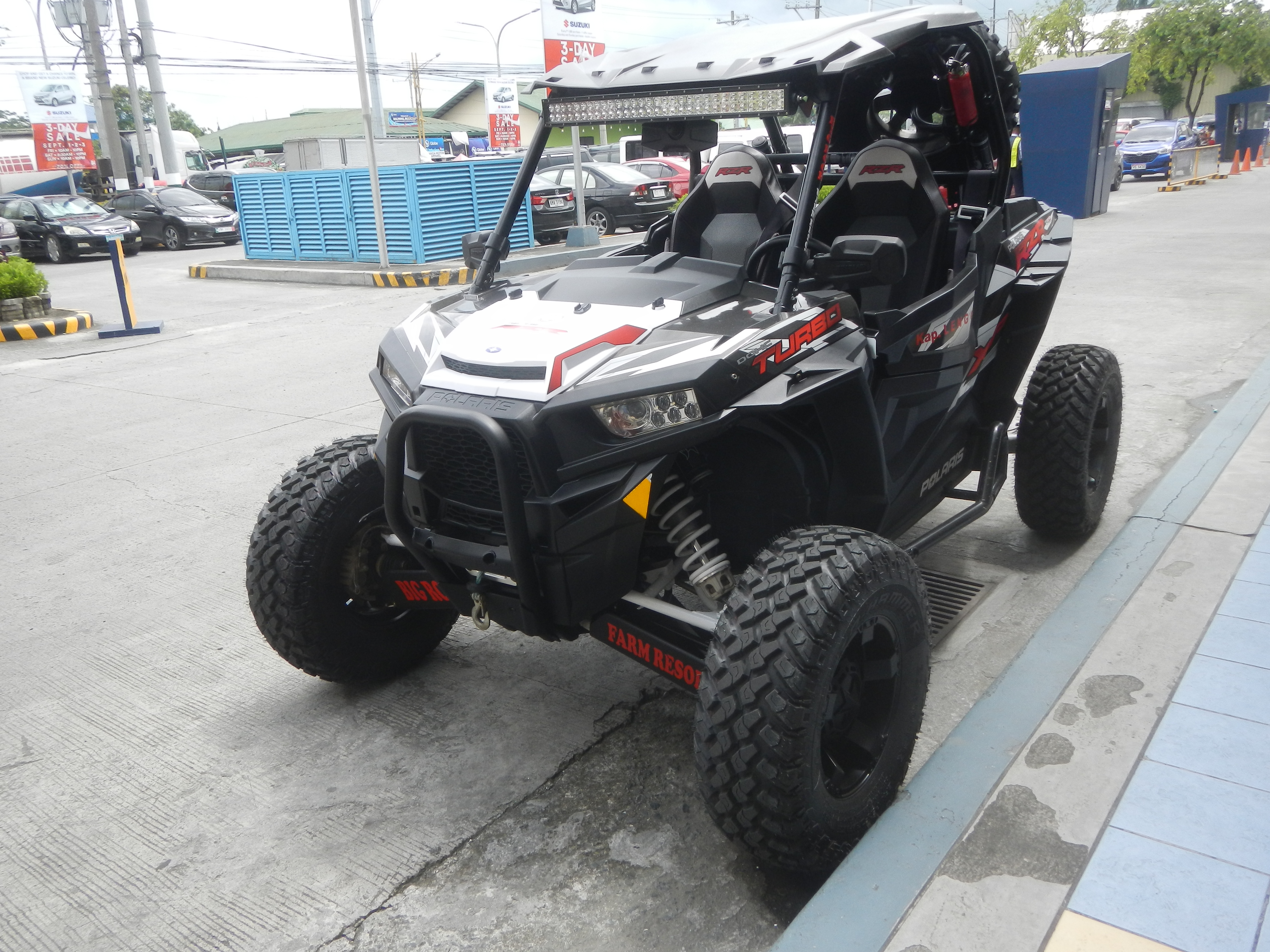
Polaris RZR XP Turbo ProStar

Civiles:
- RZR 170
- RZR 570
- RZR 800
- RZR S 800
- RZR 900
- RZR S 900
- RZR XP 900
- RZR S 1000
- RZR XP 1000
- RZR XP Turbo
- RZR XP Turbo S
- RZR RS1
- RZR Turbo R
- RZR Pro R[1]

Militares:
- MRZR-2
- MRZR-4
- MRZR-D2
- MRZR-D4

## Uso militar

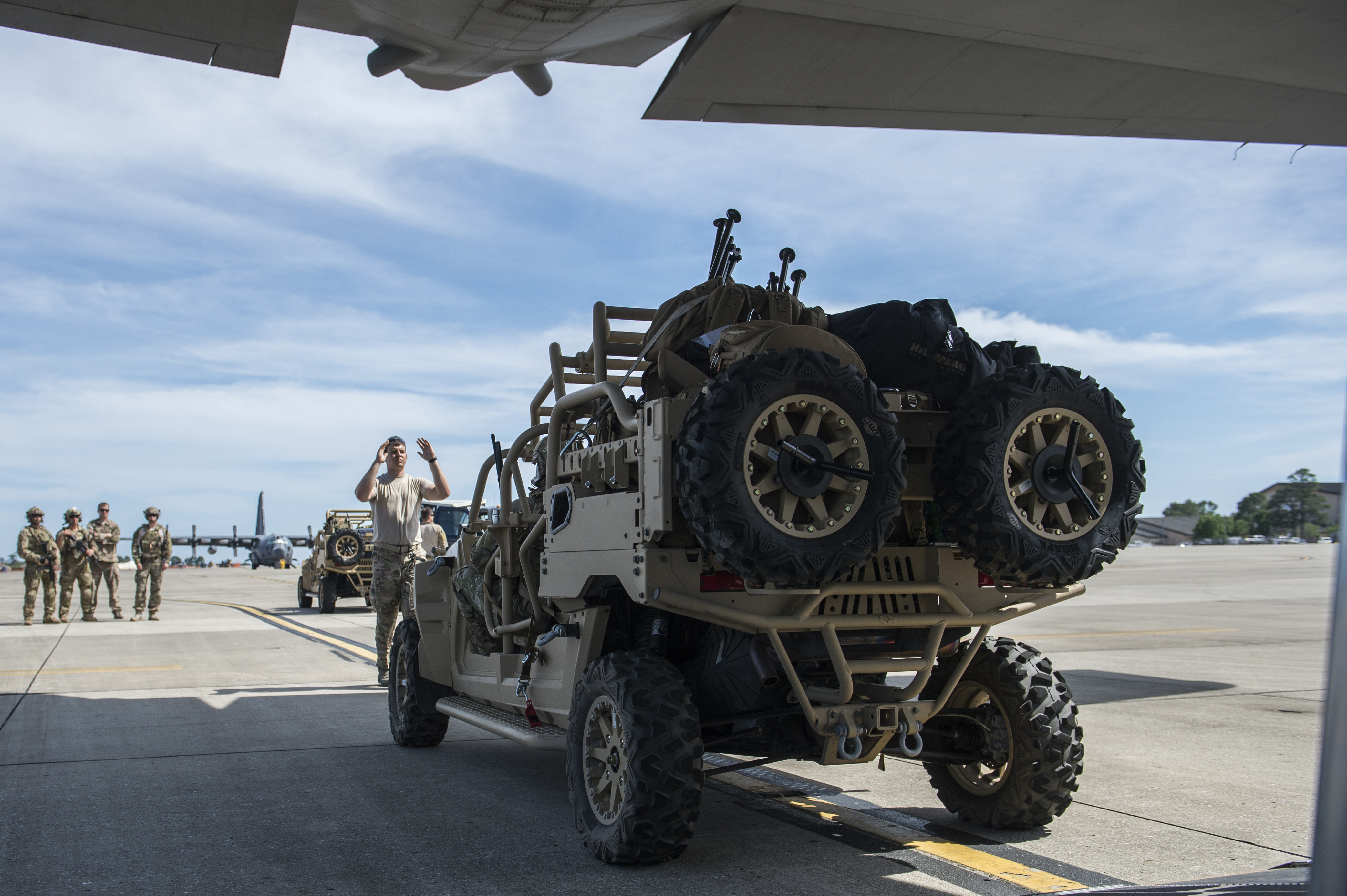
21st Special Tactics Squadron, carga un Polaris MRZR-4 con plataforma de carga trasera completa en un C-130 Hercules

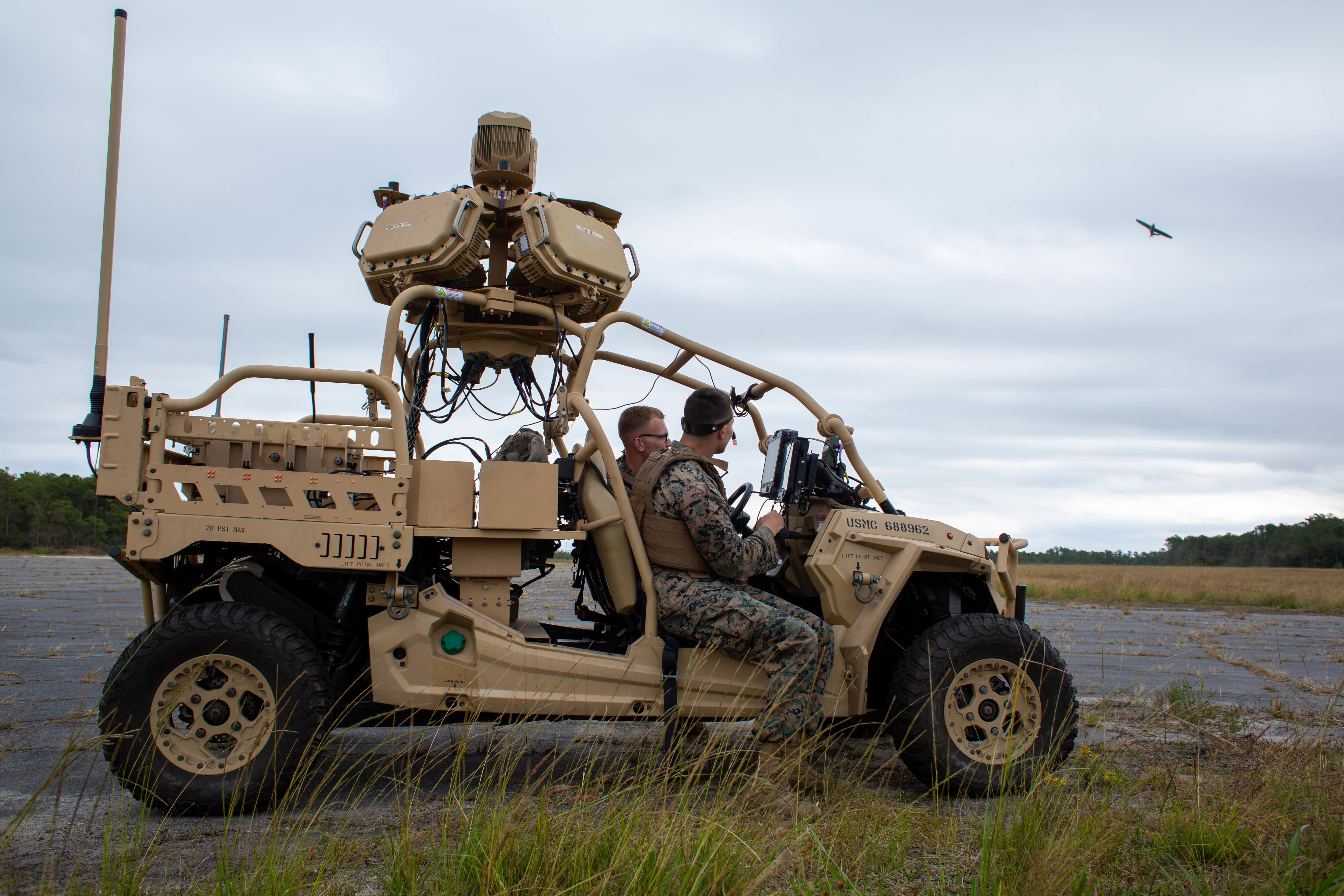
Polaris armado con un Arma láser prototipo.

El Comando de Operaciones Especiales, (USSOCOM), realizó un pedido con Polaris Defense en septiembre de 2013 por hasta 1.500 MRZR-2 (2 asientos) y MRZR-4 (4- asiento). El inconveniente de estos nuevos vehículos militares pequeños eran que conservaban sus motores de gasolina originales, que son incompatibles con el combustible militar estándar JP-8. En términos de logística, dos tipos de combustible diferentes son indeseables. Como pocas máquinas de este tipo tienen uso en combate, y los usuarios civiles no están interesados en hacerlas funcionar con diésel, se consideró poco probable un cambio de motor. 

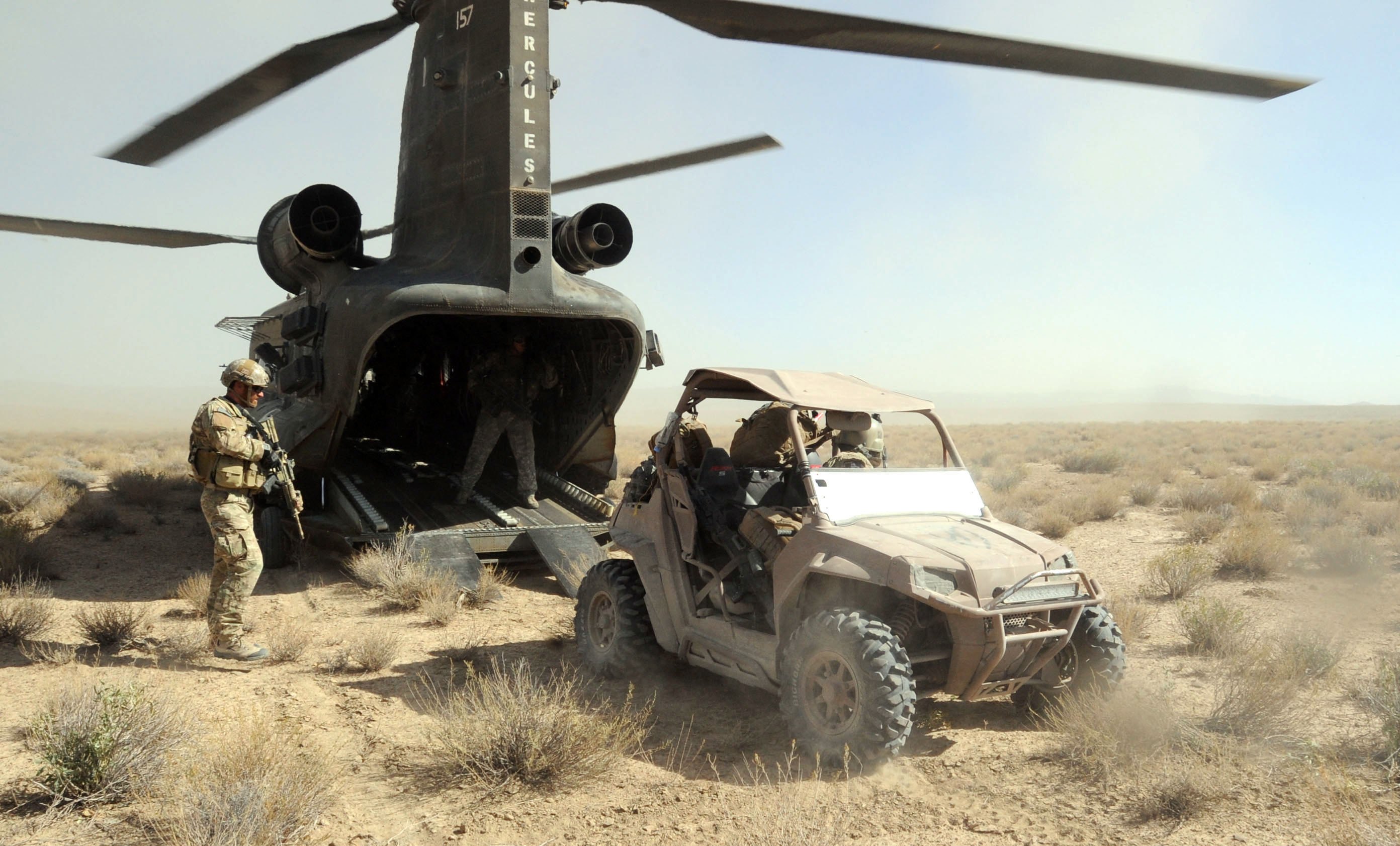
Ejército estadounidense sacando un RZR 800 de un CH-47

 En noviembre de 2016, el Cuerpo de Marines de Estados Unidos firmó un contrato de $2,5 millones con Polaris para entregar 144 vehículos MRZR-D. Llamado Utility Task Vehicle (UTV), está diseñado para funcionar con diésel y puede funcionar con combustible JP-8. Los infantes de marina compraron los vehículos no blindados porque pueden caber dentro de un V-22 Osprey, lo que les permite ser desplegados desde largas distancias, para brindar apoyo logístico a las unidades de combate terrestre, ayudándolas a viajar y transportar suministros de manera más rápida y sencilla que anteriormente a pie. Los vehículos pueden transportar cuatro infantes de marina y tienen una plataforma de carga pequeña capaz de transportar 1500 lb (680,4 kg) de carga útil. Los planes son desplegar 18 MRZR-D por regimiento de infantería. Los vehículos se entregaron desde finales de enero hasta abril de 2017.

### Operadores actuales
Argentina
- Ejército Argentino[6]

 Estados Unidos

Operadores militares del Polaris RZR

- Comando de Operaciones Especiales de los Estados Unidos
- Cuerpo de Marines de los Estados Unidos

 España
- Mando de Operaciones Especiales[7]

 India
- Ejército indio[8][9]

 Nueva Zelanda
- Ejército de Nueva Zelanda[10]

 México
- Guardia Nacional de México

 Portugal
- Guardia Nacional Republicana (Unidad de Protección y Socorro de Emergencia)[11]
- Ejército Portugués (Centro de Tropas de Operaciones Especiales)[12]

 Reino Unido
- Infantería de Marina Real
- Fuerzas especiales del Reino Unido

 Turkmenistán
- Fuerzas Armadas de Turkmenistán[13]

## Vehículos similares
- Agrale Marruá
- GAZ-2975 Tigr
- Humvee
- URO VAMTAC
- Tiuna
- VLEGA Gaucho